# Horst Salomon

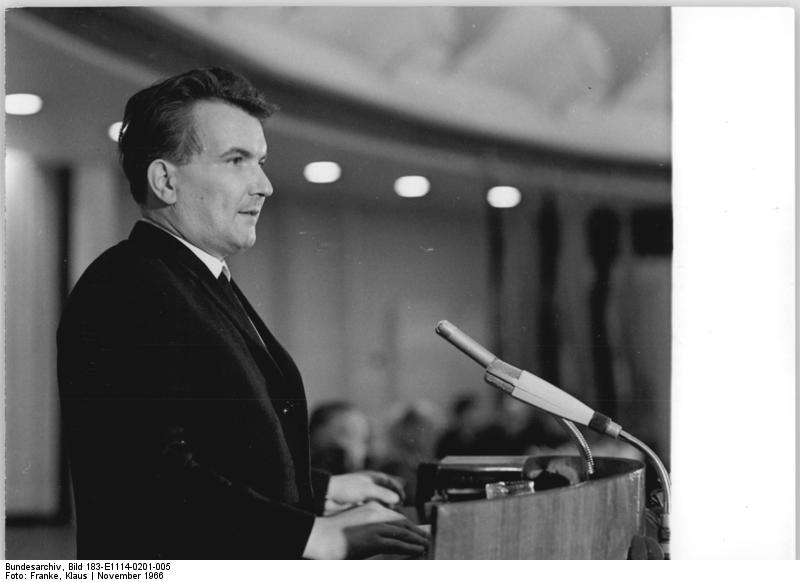
Horst Salomon als Redner auf der 1. Jahreskonferenz des Deutschen Schriftstellerverbandes, November 1966

Horst Salomon (* 6. Mai 1929 in Pillkallen, Ostpreußen; † 20. Juni 1972 in Gera) war ein deutscher Schriftsteller und Drehbuchautor.

## Leben
Horst Salomon wurde als Sohn eines Landarbeiters geboren. Er besuchte das Gymnasium in Allenstein. Nach dem Zweiten Weltkrieg kam er nach Thüringen, wo er sich im Antifaschistischen Jugendausschuß und später in der FDJ engagierte. Ab 1951 war er als Bergmann bei der SDAG Wismut tätig. 4½ Jahre arbeitete er als Hauer bzw. als Fahrhauer vor Ort. Nebenher absolvierte er – als Abendschule – die Bergschule und wurde nach deren Abschluss als Steiger bzw. als Reviersteiger eingesetzt. Er gehörte der Grubenwehr an und zur Rettungsmannschaft beim schwersten Grubenunglück in der Geschichte des Uranbergbaus im Juli 1955 auf Schacht 250 in Niederschlema. Zugleich war Salomon mit der Vertrauensstellung eines „Politischen Inspektors“ betraut, hatte also für die Einhaltung der Parteilinie im Betrieb zu sorgen. Mit dem Gedicht Genosse Walter Ulbricht rechtfertigte Salomon die Niederschlagung des Aufstandes des 17. Juni. Für das Ministerium für Staatssicherheit war Salomon seit 1955 als Inoffizieller Mitarbeiter unter den Decknamen „Ursel“ und „Petrus“ tätig. 1958 wurde er ans Literaturinstitut „Johannes R. Becher“ in Leipzig delegiert, 1961 kehrte er zur Wismut zurück. Seit 1965 lebte er als freier Schriftsteller und Journalist in Gera.

## Werdegang als Schriftsteller
Salomon trat zunächst als Lyriker hervor. Ab 1962 arbeitete er eng mit dem Theater Gera zusammen, das 1964 sein Stück Katzengold  sowie am 2. März 1967 Ein Lorbaß uraufführte. Am 12. Oktober 1967 erlebte Ein Lorbaß seine Premiere am Deutschen Theater Berlin unter Benno Besson. Es wurde in der Folgezeit zu einem viel gespielten Gegenwartsstück auf den Bühnen der DDR.

## Ehrungen
- 1960: Erich-Weinert-Medaille (für den Gedichtband Getrommelt, geträumt und gepfiffen)

- 1964: Nationalpreis der DDR III. Klasse (für sein Stück Katzengold)

### Nach Horst Salomon benannt wurden
- der Horst-Salomon-Preis, ein Literaturpreis, der bis 1988 von der Stadt Gera vergeben wurde
- die Kulturakademie „Horst Salomon“ in Rudolstadt (bis 1989)
- die Horst-Salomon-Straße in Gera (heute: Rudelsburgstraße)

## Darstellung Salomons in der bildenden Kunst der DDR
- Carl Kuhn: Porträt Horst Salomon (1968, Öl, 84,5 × 63 cm; Otto-Dix-Haus Gera)

## Werke
- 1959: Die von morgen träumen
- 1960: Das Lied ein gutes Wort
- 1960: Für eine Minute (Agitprop; mit Werner Bräunig)
- 1960: Getrommelt, geträumt und gepfiffen (Gedichte)
- 1961: Vortrieb (Schauspiel)
- 1961: Kantate der Freundschaft
- 1964: Katzengold (Schauspiel)
- 1967: Ein Lorbaß (Schauspiel)
- 1968: Der Regenbogen (Fernsehspiel)
- 1969: Genosse Vater (Fernseh- und Schauspiel)
- 1971: Schwarzes Schaf (Fernsehspiel)